# استروتهرس (اوهایو)
استروتهرس(به انگلیسی: Struthers) شهری در ایالت اوهایو کشور ایالات متحده آمریکا است که جمعیت آن در سرشماری سال ۲۰۱۰ میلادی، ۱۰٬۷۱۳ نفر بوده‌است.